# Microrregión de Santos
La microrregión de Santos es una de las microrregiones del estado brasileño de São Paulo perteneciente a la mesorregión Metropolitana de São Paulo. Su población fue estimada en 2010 por el IBGE en 1.469.926 habitantes y está dividida en seis municipios. Posee un área total de 1.354,374 km².

## Municipios (por habitantes)
- Santos, 419.757 habitantes;
- São Vicente, 332.424 habitantes.
- Guarujá, 290.607 habitantes;
- Praia Grande, 260.769 habitantes;
- Cubatão, 118.797 habitantes;
- Bertioga, 47.572 habitantes;